# Duncan Stutterheim
Duncan Stutterheim (Purmerend, 5 september 1971) is een Nederlandse ondernemer en onder andere mede-oprichter/eigenaar van ID&T.

## Biografie

### 1992-2015: ID&T
Op zijn achttiende jaar richtte Stutterheim een koeriersbedrijf op. Een jaar later begon hij met zijn broer Miles, die in 2000 bij een auto-ongeluk om het leven kwam, een bedrijf om gabberhousefeesten te organiseren. Dat bedrijf groeide uit tot ID&T, Nederlands grootste organisator van dance-events en tevens platenlabel, horecaonderneming en mediabedrijf. Hij is ook bekend van zijn lerarenrol in het tv programma “Dream School”.
Met zijn bedrijf ID&T organiseert Duncan Stutterheim sinds jaren feesten als Sensation, Thunderdome en Mysteryland. Eerst alleen in Amsterdam en tegenwoordig over de hele wereld, in 22 landen. In maart 2013 verkocht Stutterheim 100% van het bedrijf aan SFX Entertainment, een groot Amerikaans bedrijf. SFX betaalde voor ID&T honderd miljoen dollar. In 2015 wordt de IJ-prijs van de gemeente Amsterdam aan hem toegekend.

### Nieuwe projecten voor Amsterdam

#### Nachtlab (2009-)
Ter ondersteuning van jonge ondernemers in de Amsterdamse elektronische muziek scene richtte Stutterheim in 2009 Nachtlab op. Het was de bedoeling de scene gezamenlijk tegen een betaalbare huur onder te brengen in een gebouw. Nachtlab groeide snel en verhuisde in 2014 naar een groter gebouw aan de Isolatorweg in Amsterdam-West. De nieuwe doelstelling werd om de belangrijkste kraamkamer te worden van de Amsterdamse nachtcultuur.

#### A'DAM Toren(2012-)
Samen met ondernemers Sander Groet en Hans Brouwer kocht hij in 2012 de oude Shelltoren aan het IJ in Amsterdam-Noord. Het werd de nieuwe thuisbasis van bedrijven uit de muziekindustrie. Daarnaast opende in de kelder van de toren een nieuwe club: de Shelter. De toren werd in een aantal jaar omgetoverd en opende in mei 2016 zijn deuren als de A'DAM Toren.

#### Toren bij Sloterdijk (2017-)
Eind 2017 werd het bekend dat Stutterheim werkt aan een nieuwe toren bij Sloterdijk. Het moet ruimte gaan bieden aan bedrijven uit de maakindustrie.

#### Westergasfabriek (2018-)
In 2018 kocht hij samen met een groep Amsterdamse investeerders zeventien gebouwen van de Westergasfabriek, waaronder Pacific Parc, Westerliefde, het Ketelhuis en de Gashouder. Het terrein dreigde in de handen te komen van een buitenlandse investeerder, maar de groep Amsterdammers stak daar een stokje voor.

## Amsterdamse samenleving
Toen het bekend werd dat ouders genoodzaakt waren vanaf 1 januari 2018 hun kinderen thuis te houden omdat de voorschool te duur werd, besloot Stutterheim Amsterdamse ouders te helpen. Hij mailde dat hij de bijdrage wilde betalen voor alle kinderen die nu niet meer naar de Flevoparkschool konden gaan, totdat ze oud genoeg waren om naar de basisschool over te stappen. Vervolgens ging hij op zoek naar een mogelijkheid om een programma op te zetten voor de gehele stad Amsterdam.

## Privé
Duncan Stutterheim is de zoon van Cor Stutterheim, de oprichter van de Nederlandse tak van softwarebedrijf CMG. Duncan is woonachtig in Amsterdam en is getrouwd met Lisca met wie hij drie dochters heeft.